# جنون الحياة (فلم)
جنون الحياة فيلم مصري بطولة محمود قابيل وإلهام شاهين وكريم عبد العزيز وياسمين عبد العزيز من إنتاج 2000، وتدور أحداث الفيلم حول سناء التي تتكشف خيانة زوجها مع عشقيته لتخونه هي مع سائقها مجدي كردة فعل.
قصة الفيلم مأخوذة عن الفيلم الأمريكي شي للجميع الذي أخرجه هارولد برنس.

## روابط خارجية
- جنون الحياة على موقع الدهليز
- جنون الحياة على موقع قاعدة بيانات الأفلام العربية